# Codex Gissensis

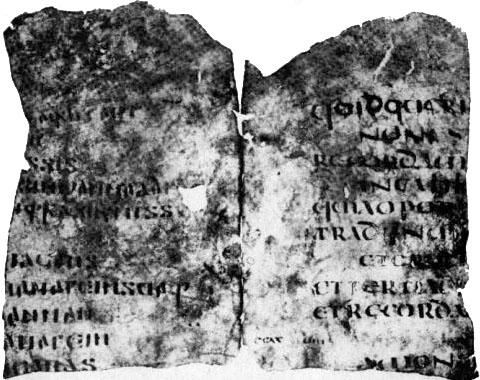
Fragment du manuscrit en gotique.

Le Codex Gissensis est un des fragments de manuscrits où se trouve rédigée une partie de la Bible de Wulfila, une traduction du grec en gotique par l'évêque Wulfila, dont il est un des plus anciens exemplaires, datant probablement du Ve siècle.
Le manuscrit a été découvert en Égypte en 1907. Il contient quelques versets de l'Évangile selon Luc et faisait partie d'un ouvrage bilingue en gotique et en latin :
- Latin : Luc 23:2-6 (page 1); 24:5-9 (page 15)
- Gotique : Luc 23:11-14 (page 2); 24:13-17 (page 16)

Le texte est rédigé sur une colonne comportant 11 lignes, incomplètes.
Le manuscrit se trouvait à la Bibliothèque universitaire de Giessen mais a disparu en 1945. La bibliothèque possèderait une copie du fragment.